# Loxosceles coquimbo
Loxosceles coquimbo es una especie de araña del género Loxosceles de la clase Arachnida que se distribuye en Chile.

## Características y hábitat
Loxosceles coquimbo fue descubierta en 1967 por Gertsch, y se distribuye en Chile en la región de Coquimbo. Mide alrededor de 7,5 mm, su hábitat es en lugares polvorientos como detrás de maderas, ladrillos donde forma su escondite y su telaraña. Realiza sus cazas durante la noche o todo el día. Se alimenta de insectos que caza habitualmente. Su veneno es peligroso y está en el grupo de los arácnidos más peligrosos de Chile.